# ŠKF Sereď
ŠKF Sereď (phát âm tiếng Slovak: [ˈsɛɾɛc]), hay ŠKF iClinic Sereď vì lý do tài trợ, là một câu lạc bộ bóng đá Slovakia, đến từ thị trấn Sereď. Câu lạc bộ được thành lập năm 1914.

## Lịch sử

### Dòng thời gian
- 28 tháng 6 năm 1914: Thành lập với tên gọi Sereďský športový klub
- 1950s: Đổi tên thành TJ Slavoj Sereď
- 1966: Đổi tên thành TJ Hutník Sereď
- 19??: Đổi tên thành ŠKF Sereď
- 2018: Đổi tên thành ŠKF iClinic Sereď

### Thăng hạng to Fortuna Liga
Sereď thi đấu mùa giải 2017-18 ở hạng hai của hệ thống các giải bóng đá Slovakia.Đội giành chức vô địch 2. liga và được thi đấu tại Slovak Super Liga mùa giải 2018-19.

## Danh hiệu

### Trong nước
- Slovak Second Division
  -  Vô địch (1): 2017-18 (Thăng hạng)

## Đội hình hiện tại
Tính đến ngày 8 tháng 3 năm 2020

Ghi chú: Quốc kỳ chỉ đội tuyển quốc gia được xác định rõ trong điều lệ tư cách FIFA. Các cầu thủ có thể giữ hơn một quốc tịch ngoài FIFA.
| Số | VT | Quốc gia             | Cầu thủ                             |
| -- | -- | -------------------- | ----------------------------------- |
| 1  | TM | Bosna và Hercegovina | Adnan Kanurić                       |
| 4  | HV | Slovakia             | Tomáš Hučko (Đội trưởng)            |
| 5  | HV | Slovakia             | Martin Mečiar (Đội phó)             |
| 6  | HV | Slovakia             | Ľubomír Michalík                    |
| 7  | TV | Cộng hòa Séc         | Nicolas Šumský                      |
| 8  | TV | Slovenia             | Maj Rorič (mượn từ Inter Milan)     |
| 10 | TV | Brasil               | Cléber                              |
| 11 | TĐ | Bosna và Hercegovina | Senad Jarović (mượn từ SønderjyskE) |
| 12 | HV | Slovakia             | Matej Loduha                        |
| 13 | TV | Serbia               | Filip Pankarićan                    |
| 14 | TĐ | Slovakia             | Adam Morong                         |
| 16 | HV | Guiné-Bissau         | Tomás Dabó                          |
| 17 | TĐ | Áo                   | Aleksandar Vucenovic                |

| Số | VT | Quốc gia      | Cầu thủ                                     |
| -- | -- | ------------- | ------------------------------------------- |
| 18 | TV | Nigeria       | Bankole Adekuoroye                          |
| 19 | TV | Croatia       | Matej Vuk                                   |
| 21 | HV | Sénégal       | Tidiane Djiby Ba                            |
| 22 | TV | Slovakia      | Alex Iván                                   |
| 23 | TV | Cộng hòa Séc  | Miroslav Tureček                            |
| 25 | TĐ | Croatia       | Dino Špehar                                 |
| 28 | TM | Slovakia      | Radovan Hodál                               |
| 33 | TM | Slovakia      | Pavol Penksa                                |
| 49 | TĐ | Nigeria       | Christian Attah                             |
| 88 | TV | Bắc Macedonia | Filip Duranski                              |
| 89 | TĐ | Cộng hòa Síp  | Panagiotis Louka (mượn từ Atalanta Bergamo) |
| 96 | HV | Slovakia      | Martin Slaninka                             |
| —  | TĐ | Serbia        | Dejan Aleksić                               |

Về các chuyển nhượng gần đây, xem Danh sách chuyển nhượng bóng đá Slovakia đông 2019-20 và Danh sách chuyển nhượng bóng đá Slovakia hè 2019.

### Cho mượn mùa giải 2019-20
Ghi chú: Quốc kỳ chỉ đội tuyển quốc gia được xác định rõ trong điều lệ tư cách FIFA. Các cầu thủ có thể giữ hơn một quốc tịch ngoài FIFA.
| Số | VT | Quốc gia | Cầu thủ                       |
| -- | -- | -------- | ----------------------------- |
| 3  | HV | Serbia   | Nikola Unković (đến Šamorín)  |
| 9  | TV | Croatia  | Roko Jureškin (đến Žilina B)  |
| —  | TV | Slovakia | Kristián Lukáčik (đến Senica) |

| Số | VT | Quốc gia | Cầu thủ |
| -- | -- | -------- | ------- |

## Nhân viên

### Ban kĩ thuật
Tính đến ngày 9 tháng 2 năm 2020
| Nhân viên          | Chức vụ                 |
| ------------------ | ----------------------- |
| Peter Lérant       | Huấn luyện viên         |
| Igor Obert         | Trợ lý huấn luyện viên  |
| Peter Farkaš       | Ban lãnh đạo            |
| Roland Praj        | Huấn luyện viên thủ môn |
| Miroslav Benkovský | Bác sĩ                  |
| Matej Chrenko      | Huấn luyện viên thể lực |
| Libor Chrenko      | Huấn luyện viên thể lực |

### Club officials
| Position        | Name            |
| --------------- | --------------- |
| President       | Róbert Stareček |
| General manager | Dušan Heriban   |
| Sports director | Roman Čavojský  |

## Cầu thủ đáng chú ý
Từng thi đấu cho các đội tuyển quốc gia tương ứng. Các cầu thủ có tên in đậm thi đấu cho đội tuyển quốc gia khi thi đấu cho Sered.
| - Tomás Dabó - Dejan Iliev - Ľubomír Michalík | - Vahagn Militosyan - Dejan Peševski - Peter Petráš | - Kathon St. Hillaire - Štefan Senecký |

## Huấn luyện viên
- Tibor Meszlényi (2014- 2016)
- Marián Süttö (2016- 28 tháng 6 năm 2017)
- Maroš Šarmír (28 tháng 6 năm 2017-2018)
- Michal Gašparík (2018-4 tháng 9 năm 2018)
- Karel Stromšík (4 tháng 9 năm 2018-30 tháng 5 năm 2019)
- Slavče Vojneski (28 tháng 6 năm 2019-12 tháng 12 năm 2019)
- Roland Praj (19 tháng 12 năm 2019- 9 tháng 2 năm 2020)
- Peter Lérant (9 tháng 2 năm 2020-nay)